# Roger V Bacon
Pour les articles homonymes, voir Roger Bacon (homonymie) et Bacon.
Roger V, est un puissant seigneur de Normandie. Son autorité s'étendait sur un territoire recouvrant les communes actuelles du Molay Littry, du Breuil, de Blay, de Castillon, de Planquery, de Saon, de Colombières, de la Bazoque… À sa mort, n'ayant pas d'héritier mâle, se déclenche une véritable guerre civile dans l'ouest de la Normandie afin de récupérer la main de son unique fille Jeanne Bacon et son riche héritage.

## Biographie
Roger V Bacon est le dernier baron du Molay en ligne directe, chevalier banneret (ayant droit de porter bannières à ses armes), il est « avec six chevaliers de haubert attachés à son ost » l'un des principaux seigneurs de Normandie.
Il érige la chapelle Saint-Nicolas du château du Molay en paroisse la rendant ainsi accessible au peuple.
Il siège en 1336 en tant que haut baron à l'Échiquier de Normandie au côté notamment de Geoffroy d’Harcourt, le boiteux sire de Saint-Sauveur-le-Vicomte en Cotentin.
Roger est présent le 4 avril 1338, à la signature du traité entre le roi Philippe de Valois et la noblesse normande. Celle-ci s'engage à prêter secours au roi de France pour la conquête de l'Angleterre en échange de la promesse du maintien de la Normandie dans ses libertés,.
Il figure encore parmi la quinzaine de chevaliers représentant la noblesse normande à Rouen le 25 avril 1339 pour ratifier le traité entre le roi Philippe VI de Valois et son fils Jean, conférant à celui-ci le titre de duc de Normandie.

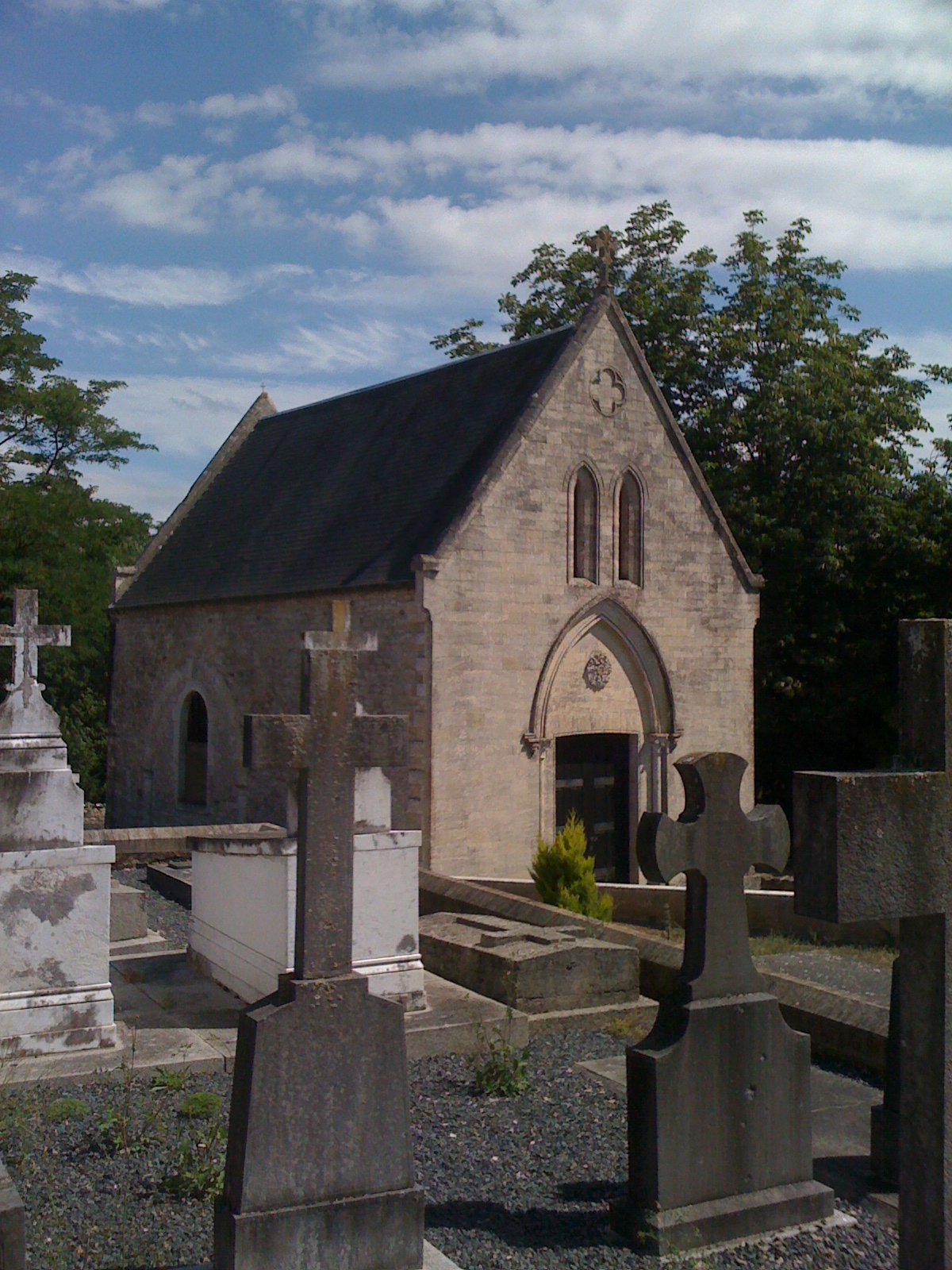
Chapelle Saint-Nicolas.

Roger V a un frère connu, Guillaume sire de Blay, qui finit sur le billot, pour avoir soutenu Geoffroy d'Harcourt dans sa lutte contre les Bertrand soutenu par le roi Philippe VI, querelle régionale avec en toile de fond la lutte entre le roi d'Angleterre et de France. Il sera condamné et décapité à Paris en compagnie de Jean sire de la Roche Taisson et Richard de Percy : « Ils furent traîsnés du Châtelet de Paris aux halles et là, sur un eschaffaud eurent les testes coupées. Puis les corps pendus au gibet. Les testes furent envoyées pour être mises sur une roue au marché de Saint-Lô où les dits seigneurs avaient faits assemblée et pour-parlers et traités des dites trahisons et alliances » (sous entendu au profit d’Édouard III d'Angleterre).

## Mariages et descendance
Roger V Bacon épouse en premières noces Aelis d'Asnières. De cette union naît Robert qui meurt en bas âge. Roger se remarie avec Eleonore de Villers, héritière de Villers-Bocage. De cette union naît Guillaume qui meurt en bas âge également et une fille Jehanne ou Jeanne, future héritière de la maison Bacon. La mort de son père en fait l'unique héritière du fief de Molay, une véritable guerre privée pour la main de la riche héritière se déclenche entre la maison d'Harcourt et la maison de Bertrand, descendant de la famille des Tancarville dont le père Robert Bertran est maréchal de France et le frère de l'évêque de Bayeux.